# Ariarathe VI
Pour les articles homonymes, voir Ariarathe.
Ariarathe VI Épiphanès Philopator (en grec Aριαράθης Eπιφανής Φιλοπάτωρ) est un roi de Cappadoce ayant régné de 130 à 111 av. J.-C.

## Biographie
Seul fils survivant et successeur de son père Ariarathe V, il entre en guerre contre Mithridate V Évergetes, roi du Pont. L’accord conclu à la fin du conflit prévoit l’union du roi avec Laodicé C une fille de son adversaire.
Cette dernière ne tarde pas à devenir toute puissante à la cour de Cappadoce et il semble qu’elle soit à l’origine du meurtre du roi par Gordios. Laodicé devient alors régente au nom de l’aîné des fils qu’elle a donnés à Ariarathe, Ariarathe VII Philometor.
Il semble que le couple royal ait également un second fils qui tente de succéder à son frère sous le nom royal d’Ariarathe VIII Épiphane.